# 廣瀬方人
廣瀬 方人（ひろせ まさひと、1930年（昭和5年）3月6日 - 2016年（平成28年）1月13日）は、長崎の被爆体験を伝える語り部として活動した人物。長崎県長崎市出身。「原爆青年乙女の会」会長。市民団体「長崎の証言の会」会長代表委員。創成期の被爆運動を知る貴重な証言者であった。戦後になって洗礼を受け、洗礼名はヨゼフ。

## 人物
1969年に「長崎の証言の会」が発足し、初代の事務局長となる。同年に秋月辰一郎医師らと「長崎の証言」を創刊した。被爆者から体験を聞き取り、70冊以上の証言集を出版した。英語や中国語訳にも取り組んだ。山端庸介が原爆直後の長崎で撮影した写真の中に、「おにぎりを持つ親子」がある。その親子が、戦後生きていたことを知り、面会取材して、「証言1990～ヒロシマ・ナガサキの声　第4集」に掲載した。また、福島第一原子力発電所の事故の後で放射線の影響に不安を抱える福島県の高校生との交流を通して励まし続けた。2013年2月に「福島と長崎をむすぶ会」の発起人となり、代表を務めた。同年10月に「長崎原爆の戦後史をのこす会」を発足させた。

## 略歴
- 1930年3月6日 - 長崎県長崎市生れ。自宅は桜馬場町にあった。
- 1941年 - 旧制長崎県立長崎中学校。
- 1944年6月 - 旧制長崎中学校3年生。学徒動員令により、三菱重工長崎造船所造機製作部幸町工場に学徒動員される。
- 1945年6月 - 空襲激化にともない、幸町工場の工作機器類が戸町トンネルに移転されたのに伴い、戸町トンネル工場へ移動する。
- 1945年8月9日 - 11時2分、戸町トンネルの近くにある勝廓寺（真宗大谷派の寺院）[6]で事務作業をしているときに被爆する。（結核のため、軽労働作業となっていた。）爆心地から4.8km。
- 1947年 - 同志社大学文学部に入学。在学中の1951年6月、学内で原爆展を開催[7]。これとは別に、同年7月　京都大学同学会の主催で綜合原爆展が京都駅前の丸物百貨店で開催された。
- 1952年 - 長崎県立長崎工業高等学校の英語教諭となる。[8]
- 1953年～1954年 - 長崎市立長崎高等学校（夜間）に勤務。
- 1956年8月 - 第2回原水爆禁止世界大会長崎大会開催に大会事務局次長としてかかわる。
- 1957年 - 被爆者健康手帳を取得。[9]
- 1962年～1976年、1981年～1986年 - 長崎県立長崎南高等学校の英語教諭として勤務[10]。
- 1989年 - 3月に退職し、4月に長崎総合科学大学教養部教官となる[9]。
- 1993年 - 3月に長崎総合科学大学教養部教官退職したあと、1年間、長崎県立琴海高等学校常勤講師を勤める[9]。
- 1994年8月 - 中国・ハルピン市のハルピン工程大学英語学部日本語学科に日本語教官として赴任[9]。
- 1995年8月 - ハルピン理工大学日本語学部教官に転任[9]。
- 1998年7月 - ハルピン理工大学の任期終了にともない帰国[9]。
- 2013年2月 - 「福島と長崎をむすぶ会」[11]の発起人となり、代表を務めた。
- 2013年10月 - 「長崎原爆の戦後史をのこす会」[5]を発足させた。
- 2016年1月13日 - 午後2時26分、肺腺がんのため長崎市の自宅で死去。85歳。葬儀ミサ・告別式が1月15日に長崎市若草町6の5、カトリック城山教会で行われた。

## 動画・音声
- 長崎メディア・平和講座「伝えんば」2012年4月18日収録 第1回　被爆者運動の始まり　講師：廣瀬方人さん
- 長崎原爆被災者協議会廣瀬理事 "みんなカレンダー"を語る
- ETV特集　福島のメル友へ　長崎の被爆者から 2012年8月
- 英語による被爆証言 2010/07/25 にアップロード
  - （1）長崎原爆投下にいたる経緯を語るA-bomb victims voice / Mr. Masahito Hirose - Part 1 
  - （2）自分自身の被爆体験を語る A-bomb victims voice / Mr. Masahito Hirose - Part 2 
  - （3）他の被爆者の状況について語る（谷口稜曄さん　他）A-bomb victims voice / Mr. Masahito Hirose - Part 3 
  - （4）自分自身の親戚の被曝状況について語る。そして、自分の思いと平和への願い。A-bomb victims voice / Mr. Masahito Hirose - Part 4